# B&Sみやざき

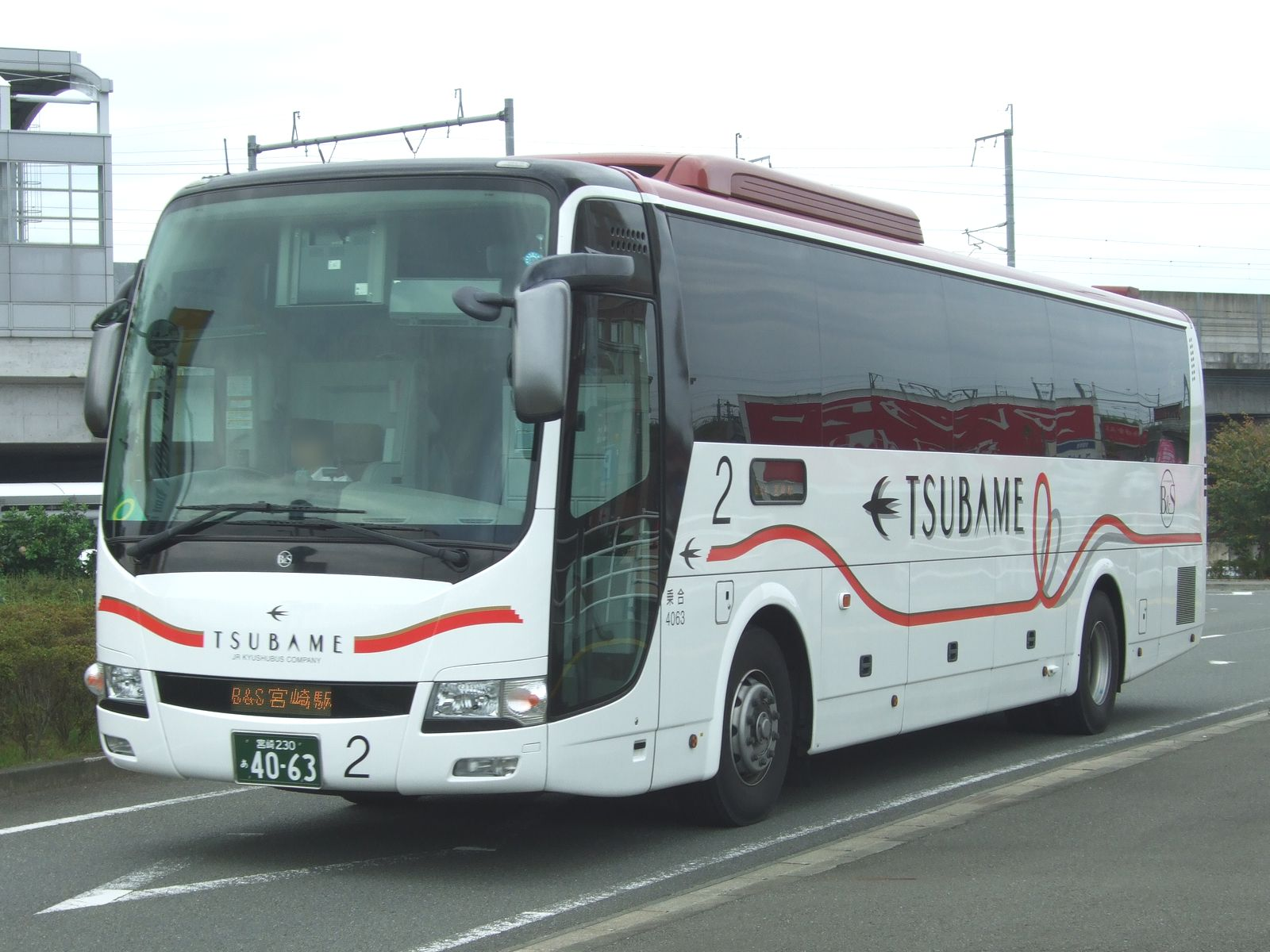
JR九州バス

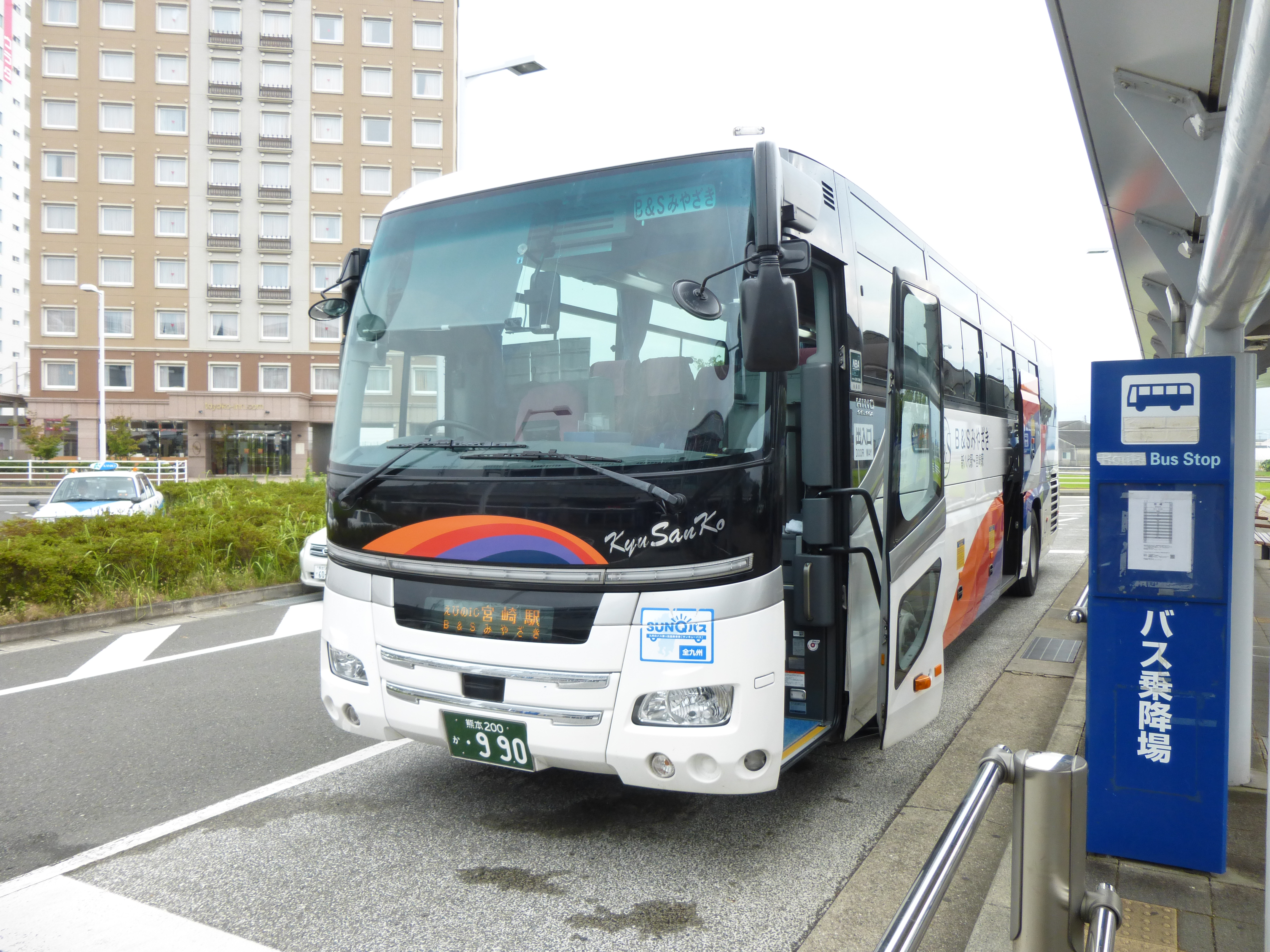
産交バス（2代目車両）

B&Sみやざき（ビーアンドエスみやざき）は、熊本県八代市の新八代駅と宮崎県宮崎市の宮崎駅とを結ぶ高速バスである。2011年3月12日より運行開始。

## 概要
九州新幹線（鹿児島ルート）が全線開通するのに合わせて運行開始された。九州新幹線の直接の沿線ではない宮崎地区に対し、新幹線と高速バスを接続させることで新幹線開通効果を宮崎県に波及させることを主な狙いとしている。愛称の「B&S」は「Bus」と「Shinkansen」から。
新八代駅 - 宮崎駅間を2時間10分 - 2時間18分で結ぶ。宮崎行きは九州新幹線の下り「さくら」に7分で接続し、新八代行きは九州新幹線の上り「さくら」に20分で接続することにより、博多駅 - 宮崎駅間を現行の高速バス「フェニックス号」より約1時間早い最速3時間10分で移動できるとともに、渋滞の多い区間をバスで通過しない事により定時性の確保に優れていることを売りとしている。また、バスの号数も新八代で接続する新幹線の号数に合わせられている点や、高速バスでありながらJTBなどが発行する列車時刻表の欄にも「宮崎方面」として本路線の時刻が記載されており、あくまで新幹線の一部として取り扱われている特殊なケースとも言える。なお、新幹線接続を主な目的としているため、長距離でありながら他の高速路線で実施している途中のサービスエリアやパーキングエリアにおける乗客開放休憩は本路線では行わないが、車内にはパウダールーム付トイレを設置したり、スマートフォン・ノートPCなどの携帯端末充電装置（座席コンセントまたはUSBポート）や、移動中におけるインターネット接続に対応したフリーWi-Fiを搭載するなど、他の長距離高速路線と遜色なく車内設備はある程度充実したものとなっている。
座席は全席予約指定制（定員40名）。予約発券は高速バスネット、JR九州のみどりの窓口でも取り扱う一方で、他の九州管内の高速バスのように「@バスで（ハイウェイバスドットコム）」や、九州産交バスや宮崎交通などの高速バス予約センターでの予約発券などは行えない点に注意が必要である（ただし、産交バス沿線の営業所（八代・人吉）窓口に限りバスのみ利用分の予約発券は可能）。高速バスネットの構築に関わったJRバス関東・JR東海バス・西日本JRバスが一切関わらない路線が同システムに参加するのは広島 - 高松線に次いで2例目であるが、広島 - 高松線が2013年3月に同システムから撤退したため、現在では通年運行する路線としては唯一となっている。概ね25%の割引となる新幹線と高速バスを組み合わせた割引切符「B&Sみやざき2枚きっぷ」を販売していたが、2022年3月31日限りで発売を終了した。このほか、SUNQパスも南部九州版・全九州+下関版のみ使用可能。2013年5月21日より2015年3月31日までの期間限定で、乗車日の3日前までに購入すると往復運賃が10000円になる「B&Sみやざき早特往復きっぷ」も販売していた。現在は、バス＋新幹線の切符としては、B&Sみやざきネットきっぷ、B&Sみやざきネット早特７/早特１４（「ＪＲ九州インターネット列車予約」で購入できるネット予約限定のきっぷであり、直接駅の窓口では購入できない。乗車の前に駅窓口できっぷを受け取ってから利用する。）を発売している。、
この路線の設定にあたっては、新幹線と高速バスの相乗効果を狙うJR九州グループと、「フェニックス号」の運行事業者のうち西鉄グループとの対立を招いたとされ、結果的に本路線の運行開始1ヶ月後の4月12日を以てJR九州バスが「フェニックス号」の運行から離脱（代替としてJR九州バス単独運行による高速バス「たいよう」の運行を開始）という事態を招く遠因になったと報じられている。

## 運行会社
- JR九州バス（担当：宮崎支店）
- 産交バス（担当：八代営業所）[4]
- 宮崎交通（担当：宮崎中央営業所）

## 運行経路・停車停留所
太字は停車停留所。【】は一部便のみ停車。また、特定日のみ宮崎駅→新八代駅を直行するノンストップ便が1便運行される。
新八代駅（東口） - 八代IC - （九州自動車道） - 人吉IC - 【えびのIC】 - えびのJCT - （宮崎自動車道） - 小林IC - 都城北 - 宮崎IC - 宮交シティ - 宮崎駅
- 宮崎行きでの途中乗車、新八代行きでの途中降車は不可。
- 宮交シティは5番のりばから、宮崎駅は駅西口前の高速バスターミナル（「KITEN」1F）Bのりばから発車する。

## 運行車両
- ハイデッカー
- 4列（横2+2）シート
- トイレ（全車パウダールーム有）
- 携帯端末充電用設備

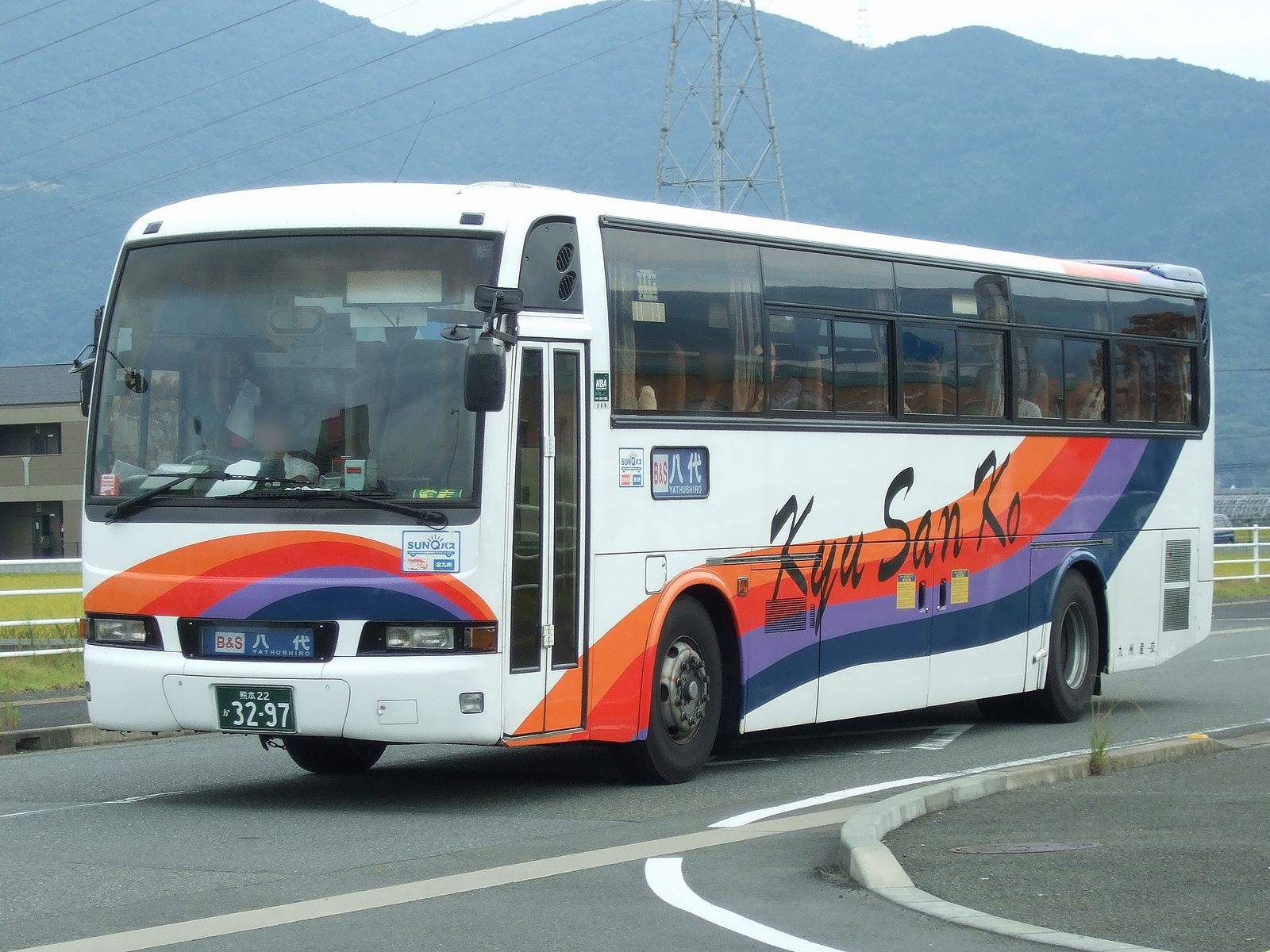
運行開始時の産交バスの車両（この車は天草営業所へ転属ののち廃車）

  - 座席コンセント（AC100V）　※産交・宮交
  - USBポート　※JR
- WiFi（無線LAN）

本路線の運行開始にあたって、JR九州バスでは水戸岡鋭治・ドーンデザイン研究所監修による、新幹線800系電車と一体感をもたせたデザインの専用車両（三菱ふそう・エアロエース）を導入している。また、産交バスでは運行開始時においては他路線からの転用車（親会社である九州産交バスからのリース扱い）が使用されていたが、2012年10月1日からはパウダールーム装備トイレ・各座席コンセント・プラズマクラスターエアコンが完備された新型車両（日野・ニューセレガ）が自社発注において新車で導入された。産交バスではその後も新車導入が相次ぎ、2018年10月には2012年に4台導入されたうちの2台が本路線の運用を離れ天草営業所に転属、さらに翌2019年7月には残り2台も天草に転属し、2012年式車は全車が新車に置き換えられている。尚、これら2012年導入の2代目車両は天草においていずれも「あまくさ号」（熊本県天草市と同県熊本市とを結ぶ快速バス）として使用されている。尚、初代の車両として使用された九州産交バスからの貸出車はのちに車籍を産交バスに移し天草営業所に転属するも、本路線2012年式車4台の転属によって押し出される形で予備車となったのちに運用離脱・廃車となっている。
2017年3月末からは、3社の便すべての車両においてフリーWiFiサービスを開始。事前登録なしでそれぞれのスマートフォン・タブレット端末・ノートパソコン画面上に示された利用規則に同意するだけでインターネット接続が可能。これに併せ、JR九州バスでは各座席に充電用USBポートを追加増備。さらに2017年からはJR九州バス便にもパウダールーム付きトイレが装備された新型車両へと順次更新。従来使用されていた車両は通常の高速車用カラー（RED LINER）へ塗り替えられ他路線へ転用または予備車両となった。
ただし、専用車両都合時や続行便で使用される車両によっては、上記の設備が装備されていないものもある。